# Lil' Chris
Christopher James Hardman, más conocido por su nombre artístico Lil' Chris (Lowestoft, Suffolk, 26 de agosto de 1990 - ibídem, 23 de marzo de 2015), fue un cantante, compositor y DJ británico.

## Biografía

### Rock school
Chris alcanzó la fama en enero de 2006 después de la aparición en dos series del Canal 4 Rock School. El programa de televisión donde Gene Simmons (de la banda Kiss) trata de formar una banda de rock de una clase de niños que asisten al Kirkley High School (la escuela de Chris). En la serie, Chris inmediatamente fue visto como un contendiente para la banda después de revelar que él podía cantar, tocar la guitarra, la batería, y escribir canciones. Finalmente Chris fue seleccionado como líder y vocalista de "The Line-Up" (después llamada "Hoax UK"). En el episodio final la banda abrió el concierto de Judas Priest, Rob Zombie y Anthrax en Long Beach, California.

### Carrera en solitario
Una semana después de la actuación de Chris fue contactado por los productores de discos Ray Hedges y Nigel Butler, quien apareció en Rock School para ayudar a la clase con la composición. Chris pasó a firmar un contrato discográfico con RCA Récords y lanzó su primer sencillo "Checkin' It Out" en septiembre de 2006 que alcanzó el #3 en el UK Singles Chart. Después de realizar una versión de "SexyBack" de Justin Timberlake en la BBC Radio 1's Live Lounge, fue liberado su álbum debut titulado Lil' Chris en diciembre de 2006. Chris siguió promoviendo la liberación de sencillos de su álbum en 2007, así como la presentación en un acto de apoyo a McFly en sus 24 fechas de su gira Up Close and Personal en Reino Unido. Chris también tomó parte en BBC Three's, Celebrity Scissorhands y ha hecho apariciones como invitado en episodios de CBBC's SMart y TMi. Trabajo en la televisión en 2008 incluyendo apariciones en The Weakest Link, Hider in the House, Dani's House y Never Mind the Buzzcocks. Chris también participó en la etapa 4Music de T4 en el festival de música de playa en julio de 2008. En octubre-noviembre, de 2008 (después de una exitosa prueba piloto a principios de año) Chris presentó Everybody Loves Lil' Chris de la cadena Canal 4 de la T4 los sábados por la mañana. El show fue una mezcla de entrevistas a famosos, actuaciones musicales en vivo y varios "desafíos" que Chris hacia. La emisión de la serie coincidió con el lanzamiento del segundo álbum de Chris Whats It All About en octubre de 2008.

### Carrera reciente
A lo largo de 2009, Lil' Chris hizo apariciones de celebridades como DJ, visitando varios lugares alrededor del Reino Unido. Estos han incluido el club Zanzíbar en Leicester en mayo de 2009, y Tramps Nightclub en Worcester en agosto de 2009. En octubre de 2009 Lil' Chris hizo una aparición en el programa de juegos BBC1 Hole In The Wall. Durante diciembre de 2009 y enero de 2010, Lil' Chris presentó la realización del vídeo musical de Remo Skilla's, Stoosh, que fue publicado en YouTube. Lil' Chris también aparece en un episodio reciente de Sorry, I've Got No Head.

## Discografía

### Álbumes
| Año  | Título                                              | Sello discográfico |
| ---- | --------------------------------------------------- | ------------------ |
| 2006 | Lil' Chris - Lanzado: 4 de diciembre de 2006        | RCA Récords        |
| 2008 | What's It All About - Lanzado: 6 de octubre de 2008 | RCA Récords        |

### Sencillos
| Año  | Título                                  | Mes        | Posición en los conteos | Álbum               |
| Año  | Título                                  | Mes        | UK Singles Chart        | Álbum               |
| ---- | --------------------------------------- | ---------- | ----------------------- | ------------------- |
| 2006 | "Checkin' It Out"                       | septiembre | 3                       | Lil' Chris          |
| 2006 | "Gettin' Enough??"                      | diciembre  | 17                      | Lil' Chris          |
| 2007 | "Figure It Out"                         | febrero    | 57                      | Lil' Chris          |
| 2007 | "We Don't Have To Take Our Clothes Off" | octubre    | 63                      | What's It All About |

### Videos musicales
| Año  | Video                                   |
| ---- | --------------------------------------- |
| 2006 | "Checkin' It Out"                       |
| 2007 | "Gettin' Enough??"                      |
| 2007 | "Figure It Out"                         |
| 2008 | "We Don't Have To Take Our Clothes Off" |